# Hubertine Auclert

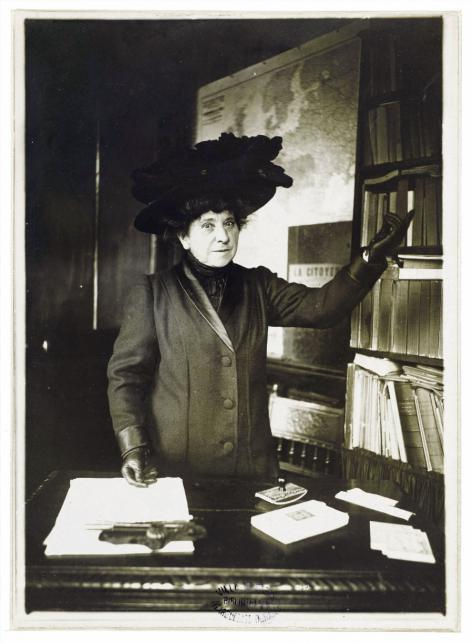
Hubertine Auclert, 1910

Hubertine Auclert (vollständiger Name Marie-Anne-Hubertine Auclert; * 10. April 1848 in Tilly bei Saint-Priest-en-Murat im Département Allier in der Auvergne; † 4. August 1914 in Paris) war eine der ersten Aktivistinnen der französischen Frauenwahlrechtsbewegung und die erste Frau, die sich 1882 selbst als Feministin (französisch féministe) bezeichnete.

## Leben
Hubertine Auclert wuchs als fünftes von sieben Kindern in einem kleinbürgerlichen, ländlichen Milieu in Zentralfrankreich auf. Ihr Vater Jean-Baptiste Auclert war bis 1852 Gemeindepräsident des Ortes. Mit dreizehn Jahren wurde sie Halbwaise. Ihre Mutter schickte sie in ein Klosterinternat, das sie nach acht Jahren verließ. Inspiriert von den Aktivistinnen der Pariser Commune wie Louise Michel und von der Sozialistin und feministischen Pionierin Jeanne Deroin (1805–1894) zog sie im Alter von 25 nach Paris, um an der wachsenden und nun legalen Frauenbewegung teilzunehmen.

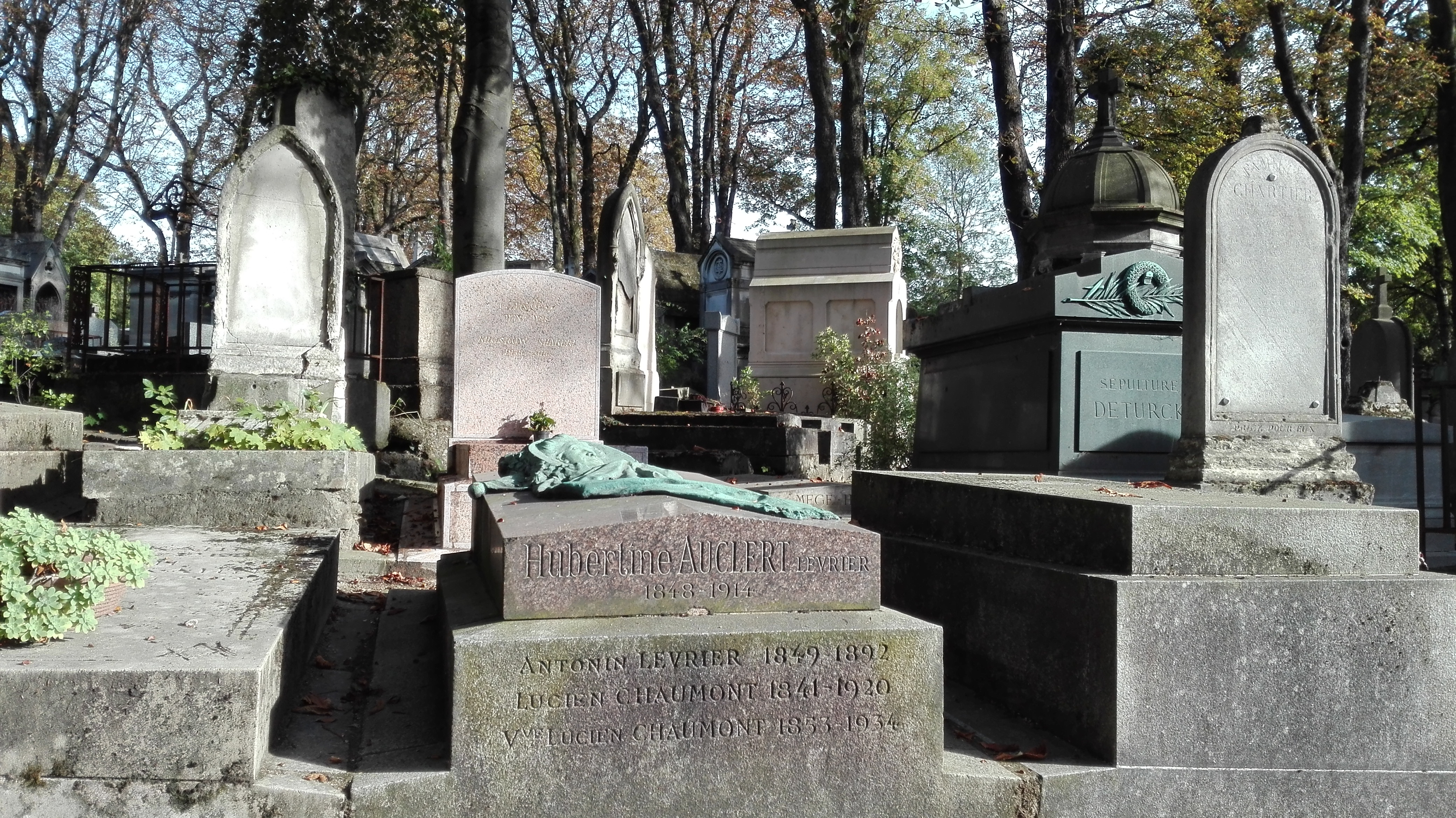
Grab auf dem Friedhof Père-Lachaise

Vierzig Jahre lang bis zu ihrem Lebensende kämpfte sie für die Rechte der Frauen. Sie wohnte zeitlebens bescheiden in Armeleutevierteln von Paris. Das Erbe ihres Vaters ermöglichte ihr ein relativ unabhängiges Leben. 1888 heiratete sie einen langjährigen Freund, den Juristen Antonin Lévrier (1849–1892), um mit ihm nach Algerien gehen zu können, wo sie bis zu seinem Tod lebten.
Hubertine Auclert ist auf dem Friedhof Père-Lachaise in Paris beigesetzt. Eine Skulptur auf ihrem Grab trägt die Inschrift „Le Suffrage des Femmes“ (dt. Das Frauenwahlrecht). Im 11. Pariser Arrondissement an der Rue de la Roquette, ihrem letzten Wohnort, wurde 2013 ein kleiner Platz nach ihr „Place Hubertine-Auclert“ benannt.

## Werk

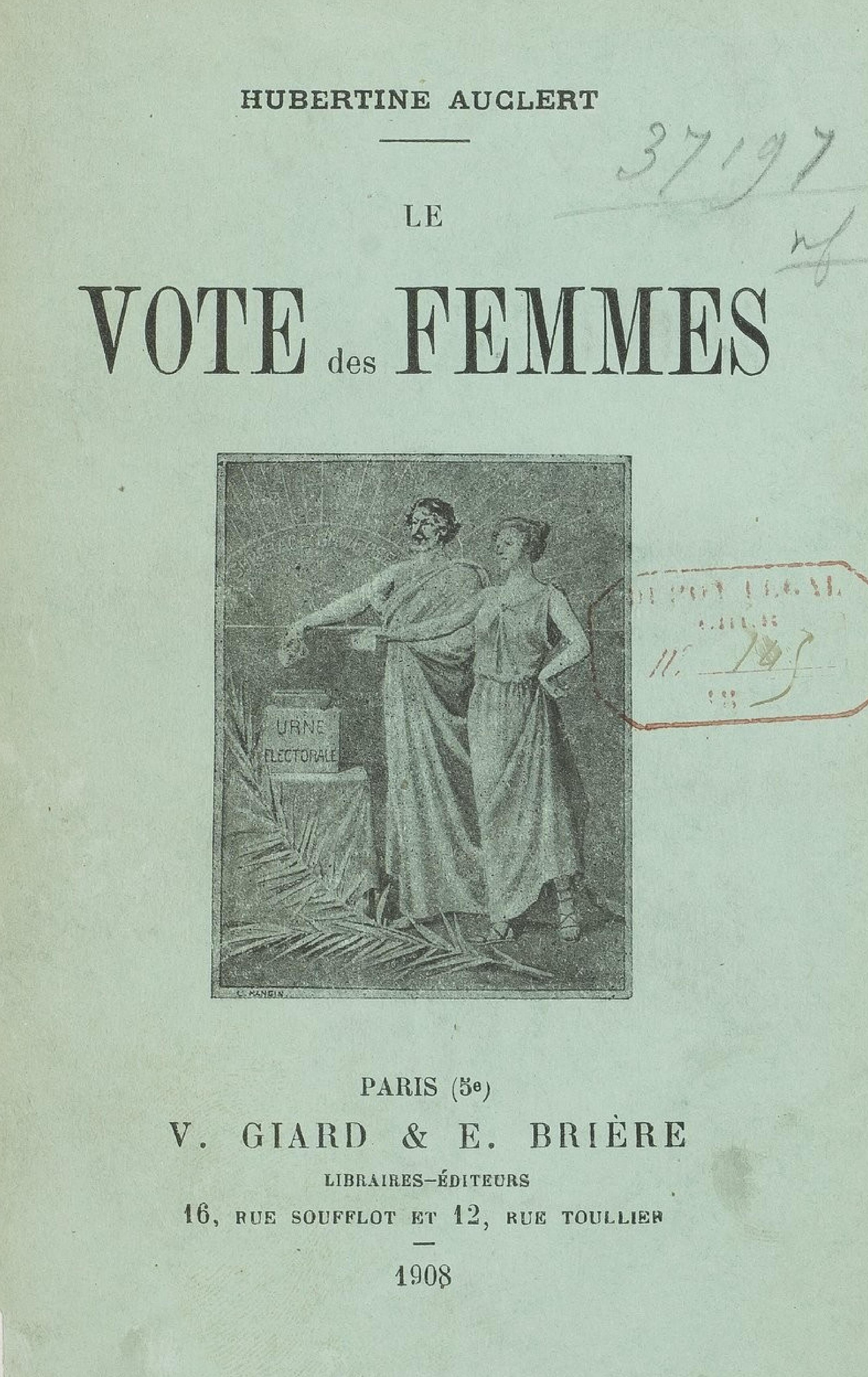
Originalausgabe

Auclert gründete 1876 in Paris den ersten Frauenstimmrechtsverein Frankreichs, die Société le Droit des Femmes, der 1883 in Société de Suffrage des Femmes umbenannt wurde, da dieser Name das zentrale Anliegen besser ausdrückte. Die Gruppe hatte das Motto „Keine Pflichten ohne Rechte, keine Rechte ohne Pflichten“. Auclert propagierte ein Bündnis von Sozialismus und Feminismus. Sie vertrat eine antiklerikale Haltung. Nach ihrer Auffassung hätten Männer ihre „despotische Feigheit hinter der Eva-Legende versteckt“ und mithilfe ihres Priestermonopols die Frau für minderwertig erklärt. 1881 gründete sie die Zeitung La Citoyenne, die zwischen 1881 und 1891 das bevorzugte Sprachrohr der Frauenwahlrechtsbewegung in Frankreich war. Auclert stand mit der amerikanischen Frauenrechtlerin Susan B. Anthony im regelmäßigen Austausch.
Mit Artikeln sowie mit hunderten Petitionen und in öffentlichen Reden trat sie für die vollen Bürgerrechte von Frauen auf allen Gebieten ein, wie das Recht zu wählen, sich auszubilden, über eigenes Einkommen zu verfügen und sich scheiden zu lassen. In Diskussionen soll sie kampflustig und schlagfertig gewesen sein. Auclerts Methoden, um Aufmerksamkeit zu erregen, trafen bei der überwiegend konservativen Bevölkerung nicht auf Zustimmung. Unter anderem versuchte sie, bei standesamtlichen Trauungen auf das Unrecht aufmerksam zu machen, das Frauen angetan wurde, indem sie den Bräuten Vorträge über die Unzulänglichkeiten des Eherechts hielt. Auclert richtete an die Abgeordnetenkammer eine Petition mit der Forderung, ihren Namen auf die Wählerliste bei ihrer Stadtverwaltung zu setzen und startete eine Protestaktion, bei der Frauen ihre Steuern so lange zurückhalten wollten, bis sie rechtlich den Männern gleichgestellt wären; doch all das schlug fehl. Die Abgeordnetenkammer würdigte Auclerts Petition zwar keiner Antwort, aber die Eingabe war 1885 Anlass für eine Debatte. Der Staat versuchte, von Auclert die verweigerten Steuern mit Hilfe des Gerichtsvollziehers einzuziehen, und so erregte die Angelegenheit das Interesse der Presse. 1904 unterbrach sie mit einer Gruppe Unterstützerinnen eine Sitzung der Abgeordnetenkammer und zerriss ein Exemplar des Code civil, um darauf aufmerksam zu machen, dass das Gesetzbuch seit 100 Jahren in Kraft war, das Frauenwahlrecht aber immer noch in den Sternen stünde. Als am 3. Mai 1908 in Paris Kommunalwahlen stattfanden, bei der wieder nur Männer wählen durften, protestierte Hubertine Auclert, indem sie in einem Wahllokal eine Wahlurne umwarf und auf den Wahlzetteln herumtrat. Sie wurde verhaftet und die Presse berichtete über die aufsehenerregende Aktion.

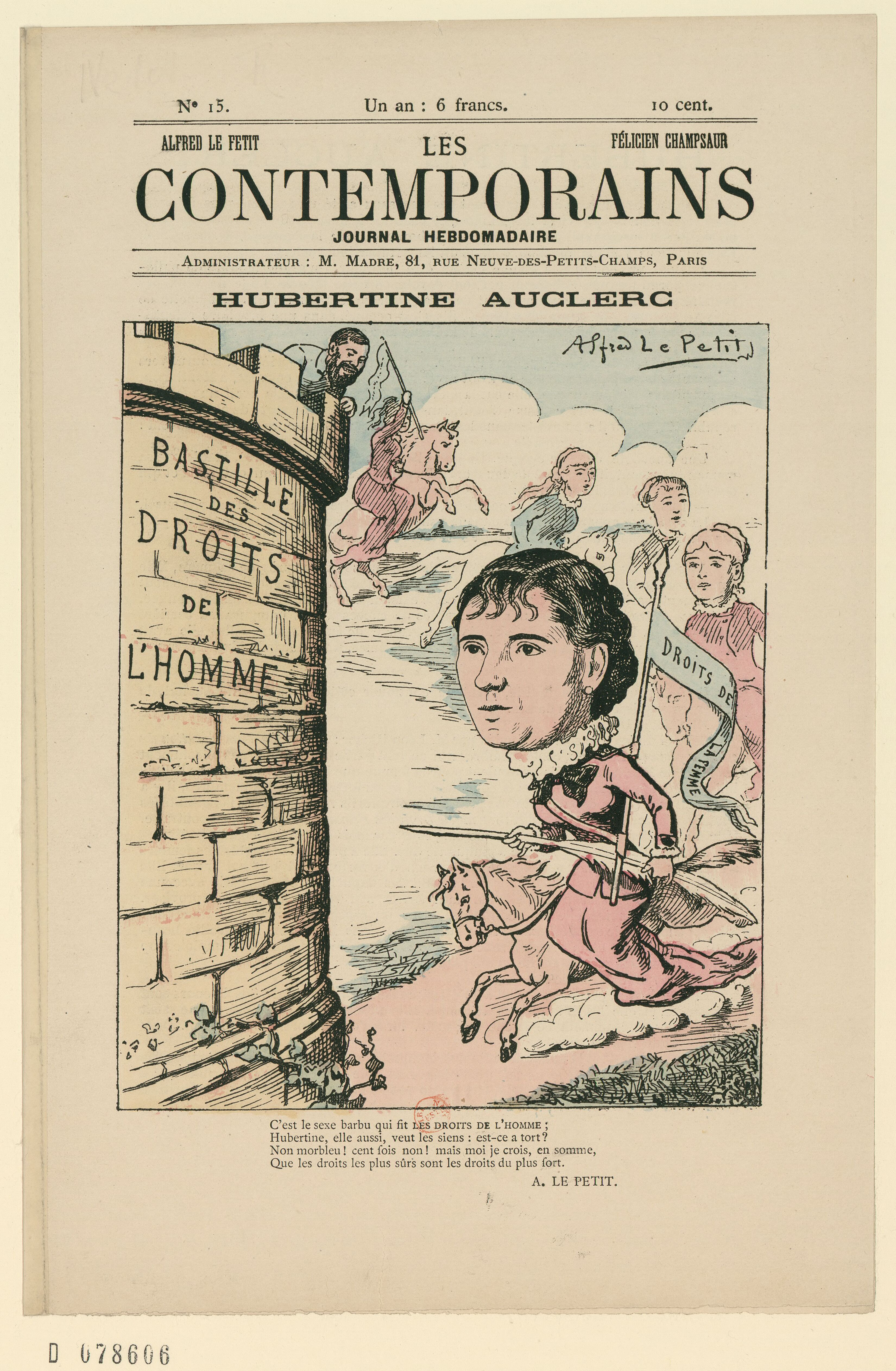
Karikatur von Hubertine Auclert als Jeanne d’Arc von Alfred Le Petit für Les Contemporains, Nummer 15, 1881

Vier Jahre, von 1888 bis 1892, lebte Hubertine Auclert in Algerien, damals französische Kolonie, wo ihr Ehemann als Friedensrichter arbeitete. Sie setzte sich für Mädchenschulen und die Abschaffung der Vielehe ein. In ihrem Buch Les Femmes arabes en Algérie (1900) beschrieb sie die doppelte Unterdrückung algerischer Frauen durch die Traditionen und den Kolonialismus.
Den Erfolg ihres Kampfes für das Frauenwahlrecht erlebte Hubertine Auclert nicht mehr. Französinnen gestand man landesweit das Wahlrecht erst nach dem Zweiten Weltkrieg 1946 zu.

## Schriften
- La Citoyenne (1881 bis 1891), Edition Syros 1982
- Les femmes arabes en Algerie. 1900. (Reprint: Editions L’Harmattan, 2009, ISBN 978-2-296-10756-4)
- Le Nom de la femme. Société du Livre à l’auteur, Paris 1905.
- Le Vote Des Femmes. 1908. (Reprint: Kessinger Publishing, 2010, ISBN 978-1-166-74460-1)
- Hubertine Auclert, pionnière du féminisme. Gesammelte Schriften, herausgegeben von Steven C. Hause, Vorwort von Geneviève Fraisse, Bleu autour, Saint-Pourçain-sur-Sioule 2007, ISBN 978-2-912019-62-2